# Grands moulins de Corbeil
Les Grands moulins de Corbeil est une minoterie industrielle au bord de la Seine dans la commune de Corbeil-Essonnes construite en 1893 par l'architecte Paul Friesé.

## Historique
Les moulins sont toujours en activité sous la conduite de l'entreprise Soufflet.
Une partie du site (façades et toitures de la tour élévatrice) fait l’objet d’une inscription au titre des monuments historiques depuis le 21 juillet 1987. Les façades et toitures du moulin de 1905, les façades sur l'avenue Darblay et les toitures de la centrale thermique de 1905 et 1910, une partie des façades et des toitures de la nouvelle centrale de 1917-1921, à l'intérieur de la centrale thermique de 1905 et 1910, le pont roulant en acier, à l'intérieur de la nouvelle centrale de 1917-1921, les murs décorés de faïence de la salle des machines font l'objet d'une inscription complémentaire par arrêté du 20 décembre 2024.
La passerelle métallique qui reliait les Grands Moulins aux quais de la Seine a été détruite par un incendie le 21 décembre 2011,.

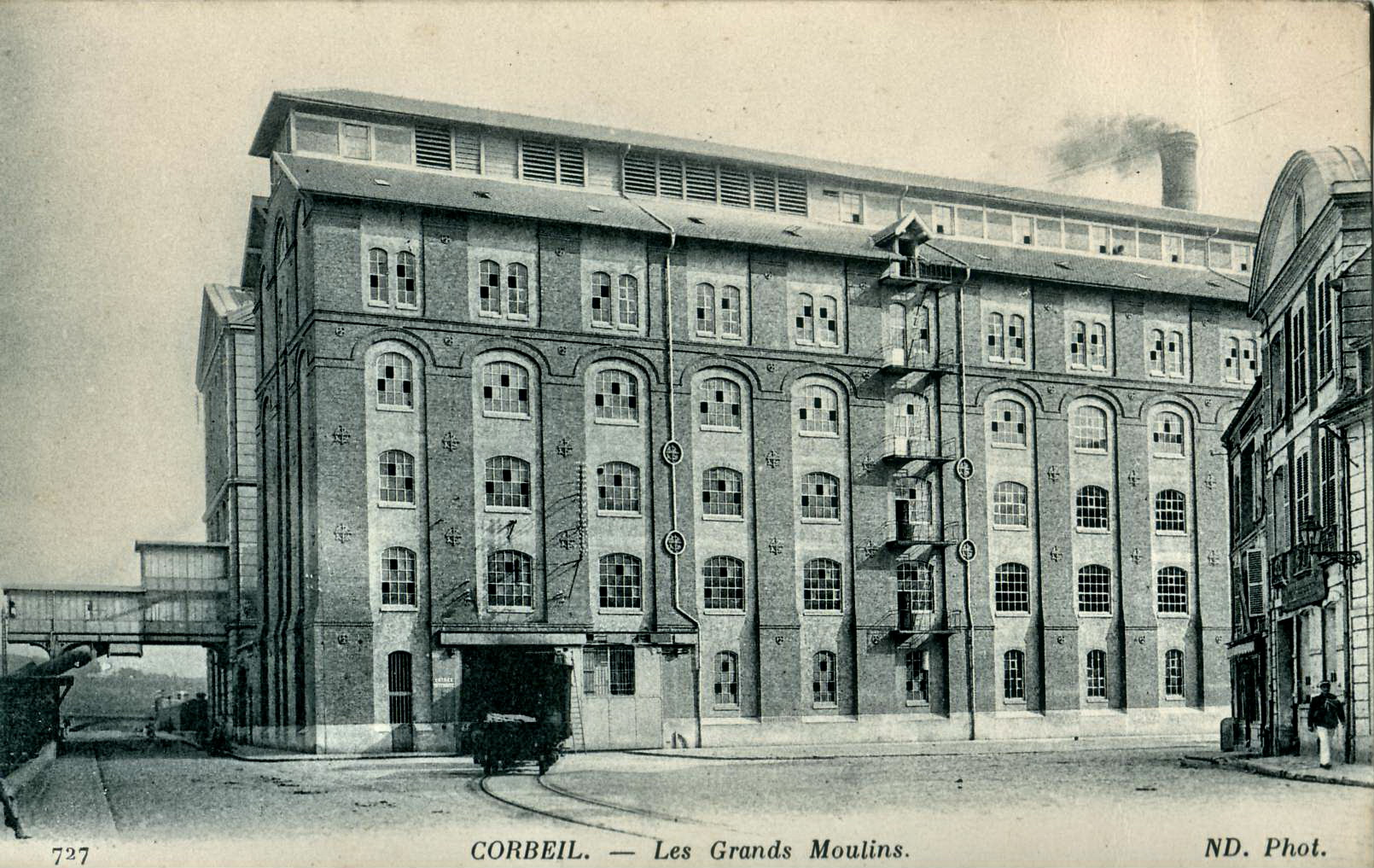
Le bâtiment principal au début du XXe siècle
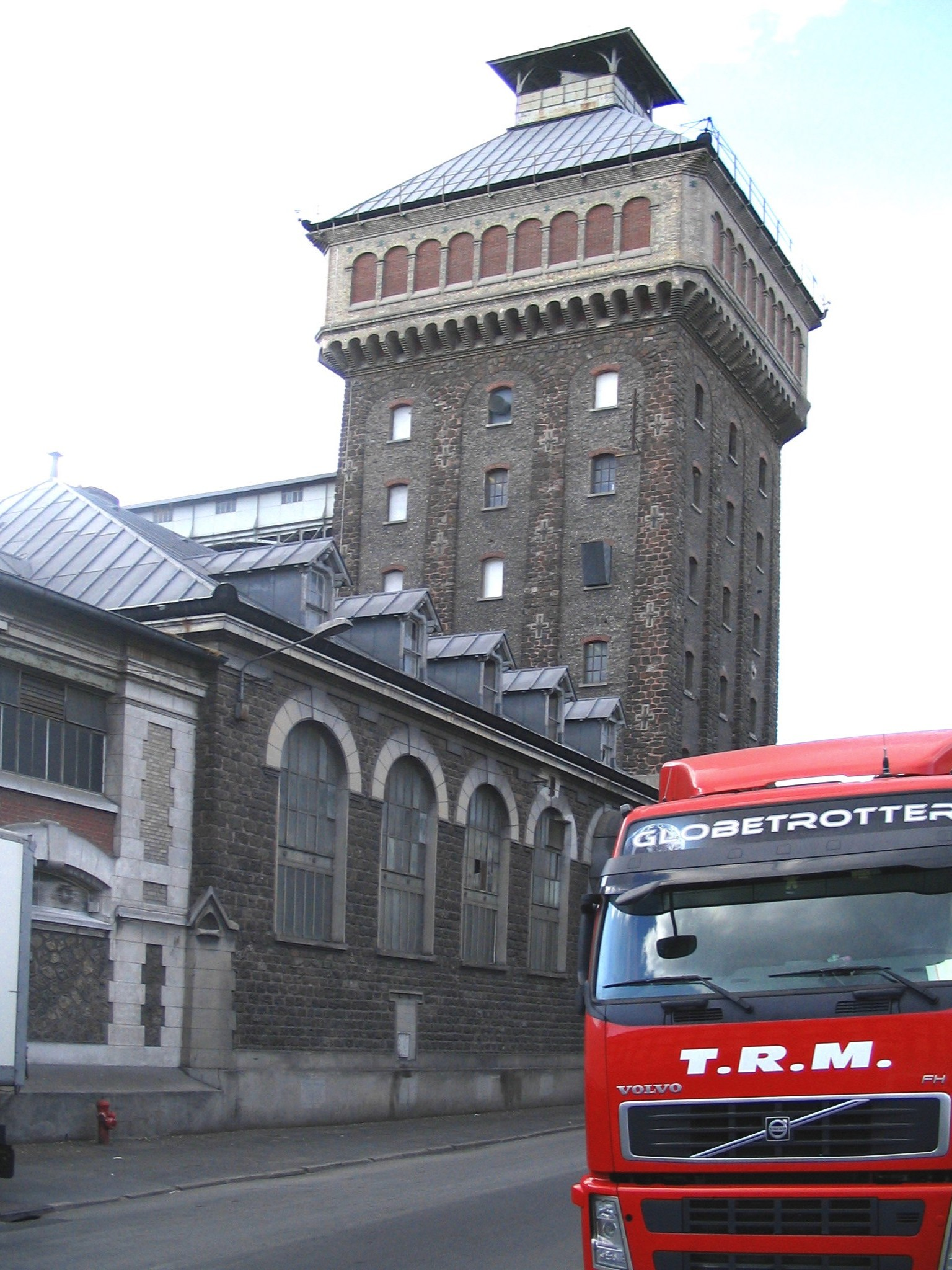
Tour élévatrice
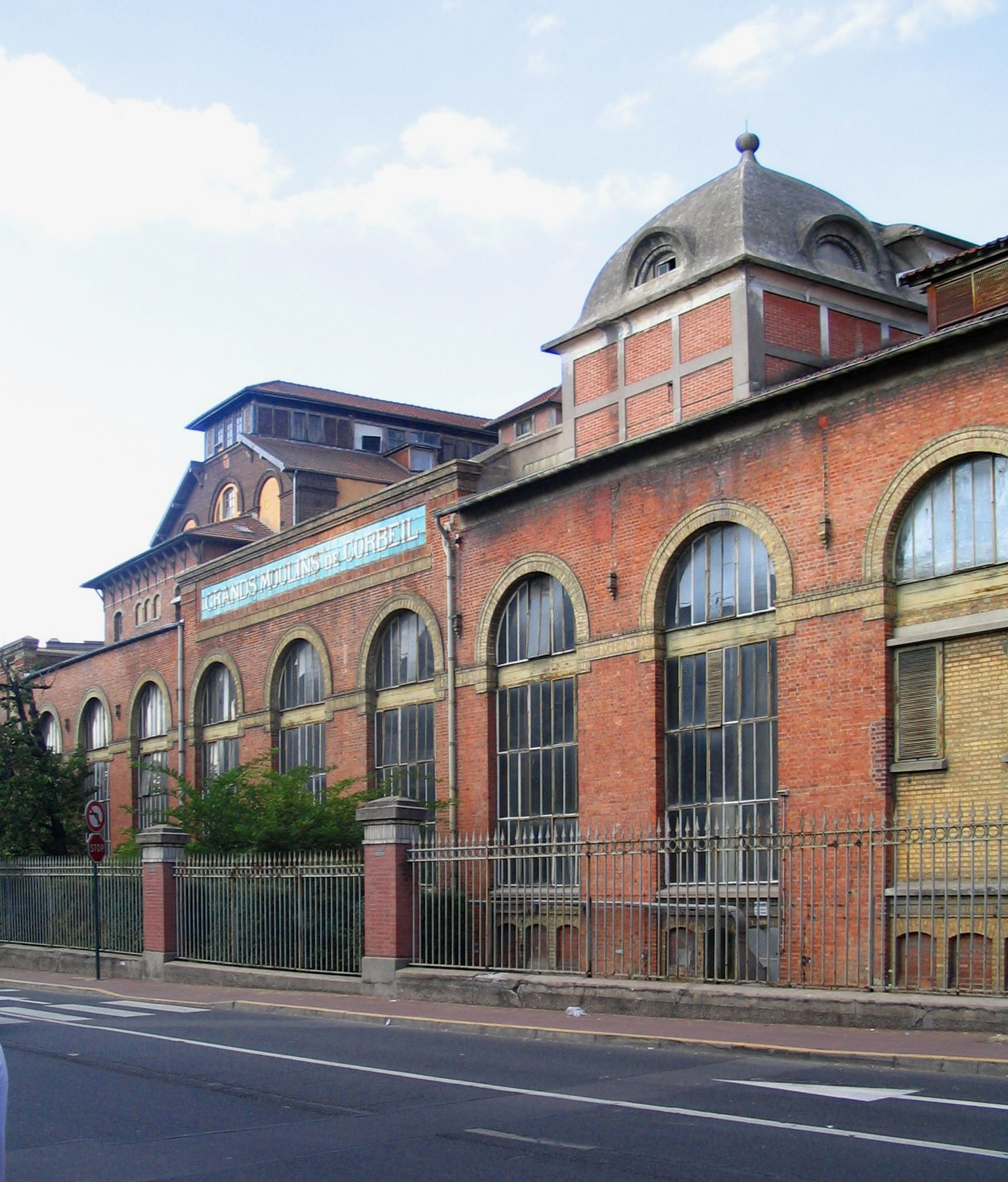
Façade ouest